# Läppen
Läppen ist ein spanendes maschinelles, gegebenenfalls auch von Hand ausgeübtes, zeitbestimmtes Fertigungsverfahren zur Glättung von Oberflächen (Verringerung der Oberflächenrauheit) oder zum Abtrennen von Werkstückteilen bei Einhaltung enger Toleranzen (siehe auch DIN 8589 T15). Das Schneidkorn ist ungebunden.

## Definition nach DIN 8589
Läppen ist Spanen mit losem, in einer Paste oder Flüssigkeit verteiltem Korn, dem Läppgemisch, das auf einem meist formübertragenden Gegenstück bei möglichst ungeordneten Schneidbahnen der einzelnen Körner geführt wird.

## Vorgang

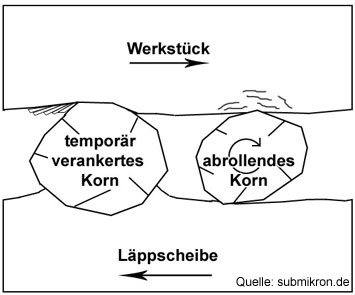
Bearbeitungstechnik beim Läppen

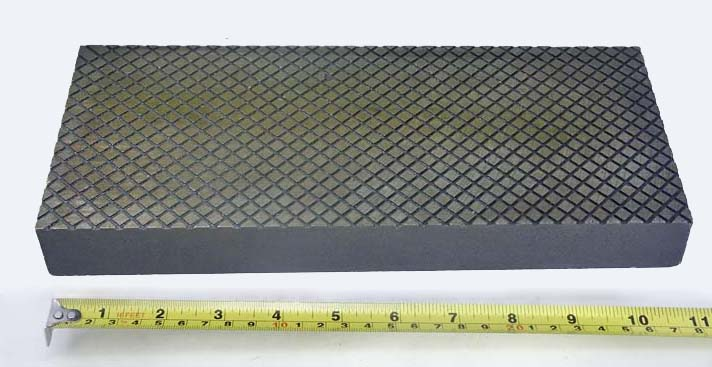
Läppplatte aus Gusseisen

Beim Läppen wird ein Gemisch aus Läpppulver und Wasser oder Läppöl im Verhältnis 1:10 bis 1:2 verwendet. Im Gegensatz zum Schleifen, bei dem das Schleifkorn fest gebunden ist, wird dabei mit losem (rollendem) Korn gearbeitet. Dadurch können, selbst bei relativ grober Körnung, wegen des geringen Materialabtrags sehr hohe Oberflächengüten erreicht werden. Wichtig ist, dass die Korngröße des Schleifguts annähernd homogen ist, da vereinzelte größere Körner sonst relativ tiefe Riefen ergeben. Im Gegensatz zum Schleifen ist Läppen ein Abtrag in mehreren Richtungen. Hierfür wird ein Läppmittel verwendet. Dieses kann z. B. das kompakte Korn Aluminiumoxid oder das rollende Korn Siliciumcarbid sein. Diamantkorn findet ebenfalls Verwendung.
Das Läppen wird hauptsächlich für die Bearbeitung harter Oberflächen (Stahl, Keramik) eingesetzt, z. B. bei Zahnradpumpen oder Einspritzdüsen, wo Maß- und Formtoleranzen von wenigen Mikrometern gefordert sein können. Weitere Anwendungsgebiete finden sich in der optischen Industrie zur Bearbeitung optischer Gläser, sowie von Quarzen, Glaskeramiken und Wafern.
Die Werkstoffabtrennung beim Läppen erfolgt durch zwei gleichzeitig ablaufende Prozesse:
- Die Läppkörner drücken sich gleichzeitig in die Läppplatte und das Werkstück; durch die Relativbewegung erfolgt ein Spanen der Oberfläche.
- Die Körner rollen zwischen Läppplatte und Werkstückoberfläche ab, die Kornspitzen verformen und verfestigen die Werkstückoberfläche. Übersteigt der Verformungswiderstand die Trennfestigkeit des Werkstoffes, brechen die Werkstoffteilchen aus.

## Untergruppen
Die Untergruppen des Läppens nach DIN EN ISO sind:
- Planläppen
- Trennläppen
- Rundläppen
- Schraubläppen
- Wälzläppen
- Profilläppen